# Vavamuffin

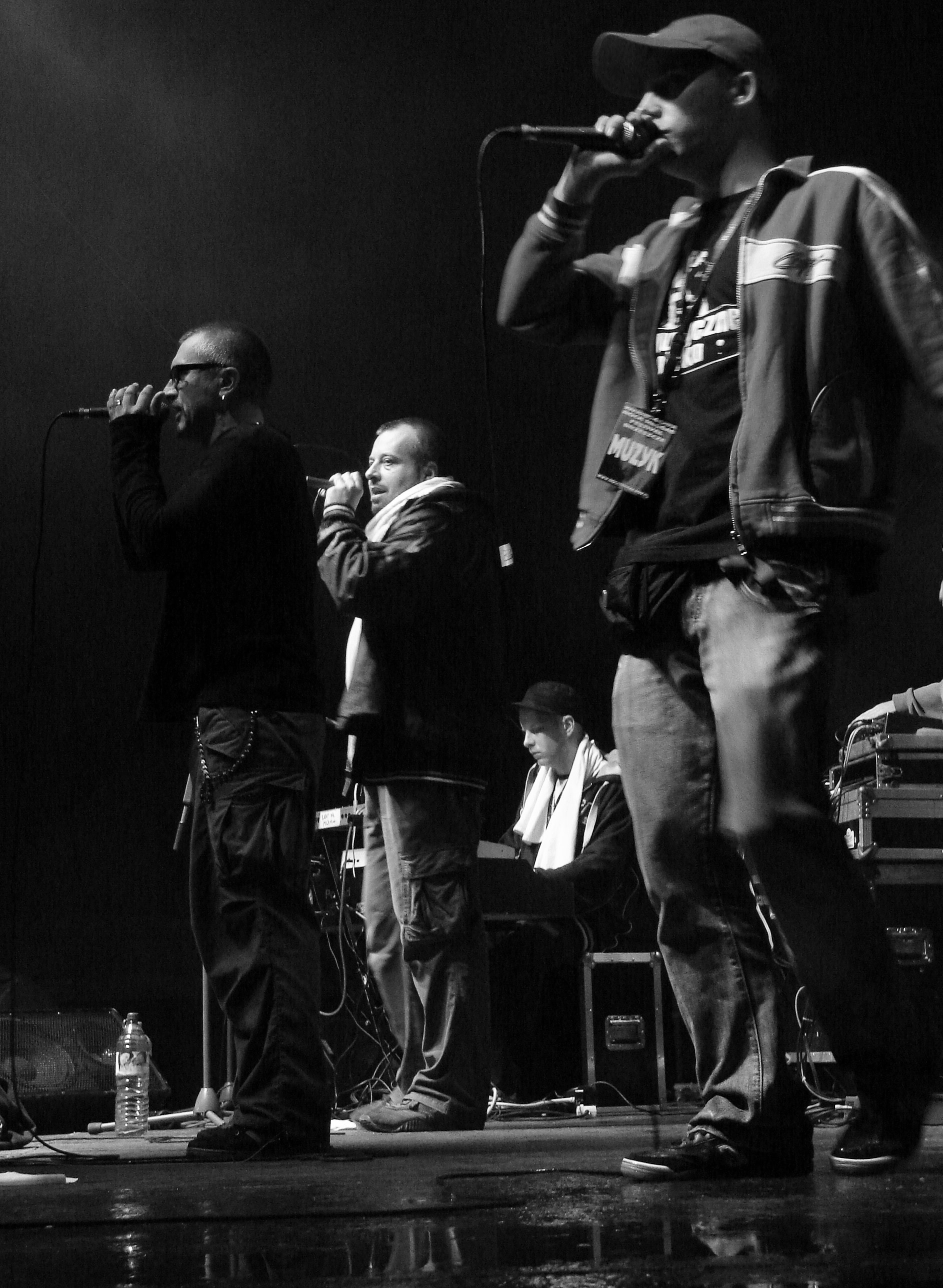
Vavamuffin em Brzeszcze, Polónia

 'Vavamuffin' é uma banda originária de Varsóvia (Polónia) de reggae ou raggamuffin ainda com influências de dub e do dancehall. A banda formou-se em 2003 e lançou três álbuns através da discográfica Karrot Kommando. Os membros da banda são Pablopavo, Reggaenerator, Gorg, Emili Jones, Jahcob Junior, Raffi Kazan, Mothashipp, Dubbist e Barton. Eles participaram do Przystanek Woodstock.

## Discografia

### Álbuns
- Vabang!(2005)
- Dubang!(2006)
- Inadibusu(2007)
- "Mo'Better Rootz" (2010)

### Singles
- "Babilon" (2006)
- "Hooligan Rootz" (2007)
- "Radio Vavamuffin" (2008)
- "Oriento" (2008)

## Ligações Externas
- Site Oficial (polaco)